# Unión gap

Estructura y ubicación de las uniones gap en células contiguas.

Se llama uniones gap, uniones en hendidura, uniones comunicantes o nexus a cierta clase de conexiones que se observan a veces entre las células en tejidos animales.
Una unión gap está formada por dos hemicanales (oligómeros de 6 proteínas intrínsecas de membrana, llamadas conexinas) insertos donde son contiguas dos células, y alineados con precisión, de manera que la luz de uno se continua con la del otro. Las uniones gap requieren que las membranas contiguas se aproximen, quedando el espacio intersticial entre ellas reducido a 2 nm, en lugar de los 25 nm habituales. Cuando la conexión se abre, se vuelve posible el paso directo de citoplasma a citoplasma de iones, y también de biomoléculas de hasta 1000 daltons, de manera análoga al flujo que se produce en los plasmodesmo de las plantas y otros eucariontes con pared celular, es decir, tienen propiedades hidrofílicas. Las uniones gap permiten además la conexión eléctrica entre las células que unen, facilitando por ejemplo la existencia de sinapsis eléctricas, en las que el potencial de acción se transmite directamente, sin necesidad de un mensajero químico en un espacio sináptico. En consecuencia, la transmisión de un impulso nervioso es mucho más rápida, y bidireccional
Son estructuras dinámicas que se abren y se cierran. La disminución del pH, el aumento de las concentraciones intracelulares de Ca⁺⁺ y algunos estímulos fisiológicos, como el factor de crecimiento derivado de plaquetas (PDGF) y el factor de crecimiento epidérmico (EGF), cierran la unión de comunicación.
Las uniones gap se encuentran prácticamente en todos los tejidos animales, faltando por completo solo en células móviles, por ello aisladas, como los espermatozoides o los eritrocitos. Las uniones gap son el fundamento de las sinapsis eléctricas, y se encuentran en relación con esta función en el tejido cardíaco, en la musculatura lisa, en la retina y también en el cerebro, en conexiones que afectan a neuronas y células gliales, y también entre astrocitos y células de Purkinje del encéfalo. Existe una familia de conexinas (14 en humanos) que tiene un patrón de distribución tejido específica.